# Mathias Lohninger
Mathias Lohninger (* 15. März 1818 in Obersulz; † 6. November 1882 in Missling, Bezirk Windischgraz) war Guts- und Eisenwerksbesitzer und Abgeordneter zum Österreichischen Abgeordnetenhaus.

## Leben
Mathias Lohninger war Sohn des Landwirts Johann Georg Lohninger  († 1861). Er war zunächst Wirtschaftsrat mehrerer Herrschaften in Wien, ab 1853 als Erbe gemeinsam mit seiner Frau Mit- und ab 1865 nach dem Kauf der restlichen Anteile Alleinbesitzer des Guts und Eisenwerks Missling. Er war auch Hausbesitzer in Wien.
Von 1855 bis 1857 war er Vorsteher im Jahr 1858 Kurator und von 1859 bis 1862 Direktor des Vereins der Ersten österr. Spar-Casse.
Mathias Lohninger war römisch-katholisch und ab 1847 verheiratet mit Wilhelmine Conradi, mit der er 2 Töchter hatte.
Er war von 1861 bis 1882 Mitglied im steiermärkischen Landtag (I., II., III., IV. und V. Wahlperiode). Von 1867 bis 1882 war er auch Obmann der Bezirksvertretung Windischgraz.

## Politische Funktionen
Mathias Lohninger war von 1861 bis 1870 und von 1879 bis zu seinem Tod am 6. November 1882 Abgeordneter des Abgeordnetenhauses im Reichsrat (I., II. und VI. Legislaturperiode).
In der I. Legislaturperiode war er im Kronland Steiermark für die Kurie Landgemeinden in der Steiermark (Cilli, Franz, Oberburg, Erlachstein, Tüffer, Gonobitz, Windischgratz, Schönstein, Mahrenberg, Marburg, Windisch-Feistritz, St. Leonhard, Luttenberg, Friedau, Ober-Radkersburg, Pettau, Rohitsch, Rann, Drachenburg, Lichtenwald) zuständig.
In der II. Legislaturperiode war er in der Steiermark für die Kurie Städte und Märkte (Frohnleiten, Gradwein, Feistritz, Übelbach, Passail, Hartberg, Friedberg, Gleisdorf, Weiz, Birkfeld, St. Ruprecht, Pöllau, Vorau, Fürstenfeld, Feldbach, Fehring, Burgau, Pischelsdorf, Radkersburg, Mureck, Straß, Gnas, Leibnitz, Ehrenhausen, Wildon, St. Georgen, Eibiswald, Arnfels, Voitsberg, Stainz, Köflach, Deutschlandsberg, Schwanberg, St. Florian) zuständig.
In der VI. Legislaturperiode vertrat er für die Steiermark die Wählerklasse Großgrundbesitz.

## Klubmitgliedschaften
Mathias Lohninger war ab Juli 1863 im Klub der Linken, im Jahr 1867 bis zu dessen Auflösung Ende September im Herbst-Kaiserfeld'schen Klub. Ab Oktober 1867 war er wieder im Klub der Linken, ab 1879 im Klub der Liberalen und ab dem 19. November 1881 bei den Vereinigten Linken.